# アンドレアス・ヴェルクマイスター
アンドレアス・ヴェルクマイスター（Andreas Werckmeister, 1645年11月30日、ベネッケンシュタイン - 1706年10月26日、ハルバーシュタット）は、ドイツバロック時代の音楽家で音楽理論家である。

## 生涯
ヴェルクマイスターはノルトハウゼンとクヴェトリンブルクの学校で学んだ。音楽教育は叔父たちハインリヒ・クリスチャン・ヴェルクマイスター と ハインリヒ・ヴィクトール・ヴェルクマイスターから受けた。1664年に彼はハッセルフェルデのオルガニストとなり、10年後にエルビンゲローデへ移り、1696年には ハルバーシュタットのマルティン教会のオルガニストに就任した。

## 音楽作品
彼の音楽作品は1冊しか刊行されていない。通奏低音付きのヴァイオリン曲集でタイトルはMusikalische Privatlust (1689)というものである。

## 音楽理論
ヴェルクマイスターは後世には音楽理論家として、より広く知られるようになった。特に著作Musicae mathematicae hodegus curiosus… (1687)と、Musikalische Temperatur, oder… (1691)は代表作であり、それにおいて彼は現在ヴェルクマイスターの調律法として知られる鍵盤楽器の調律法について記述した。

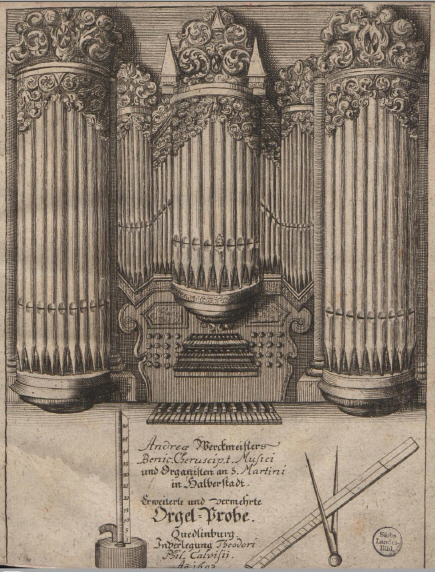
Title page of Andreas Werckmeister, Orgelprobe (1698).

ヴェルクマイスターの著作、なかでも対位法に関してヨハン・ゼバスティアン・バッハはよく知っていた。ヴェルクマイスターは熟達した対位法、特に転回対位法 は天体の通常運行と結び付けられている、と信じていた。これはヨハネス・ケプラーの著作「宇宙の調和 Harmonice Mundi」における見解の反映である。George Buelowによると「この時代の他の著作家は、神の仕事の結果として、そう明確に音楽を考えなかった」が、バッハの見解とは合うものであった。ヴェルクマイスターは対位法に記述の焦点を合わせていたのだが、彼の作品は、その根底にある和声的原則を強調している。

## その他
2000年に上映されたハンガリー映画「ヴェルクマイスター
・ハーモニー」では、彼の音楽理論について言及されている。

## 著作
- Musicae mathematicae hodegus curiosus oder richtiger musicalischer Weg-Weiser (1686)
- Musicalische Temperatur (1691)
- Hypomnemata Musica (1697)
- Erweiterte und verbesserte Orgelprobe (1698)
- Die nothwendigste Anmerkungen und Regeln (1698)
- Cribum Musicum (1700)
- Harmonologia Musica (1702)
- Musicalische Paradoxal-Discourse (1707)